# Esnes (Nord)
Pour les articles homonymes, voir Esnes.
Esnes est une commune française située dans le département du Nord (59), en région Hauts-de-France.

## Géographie

### Localisation

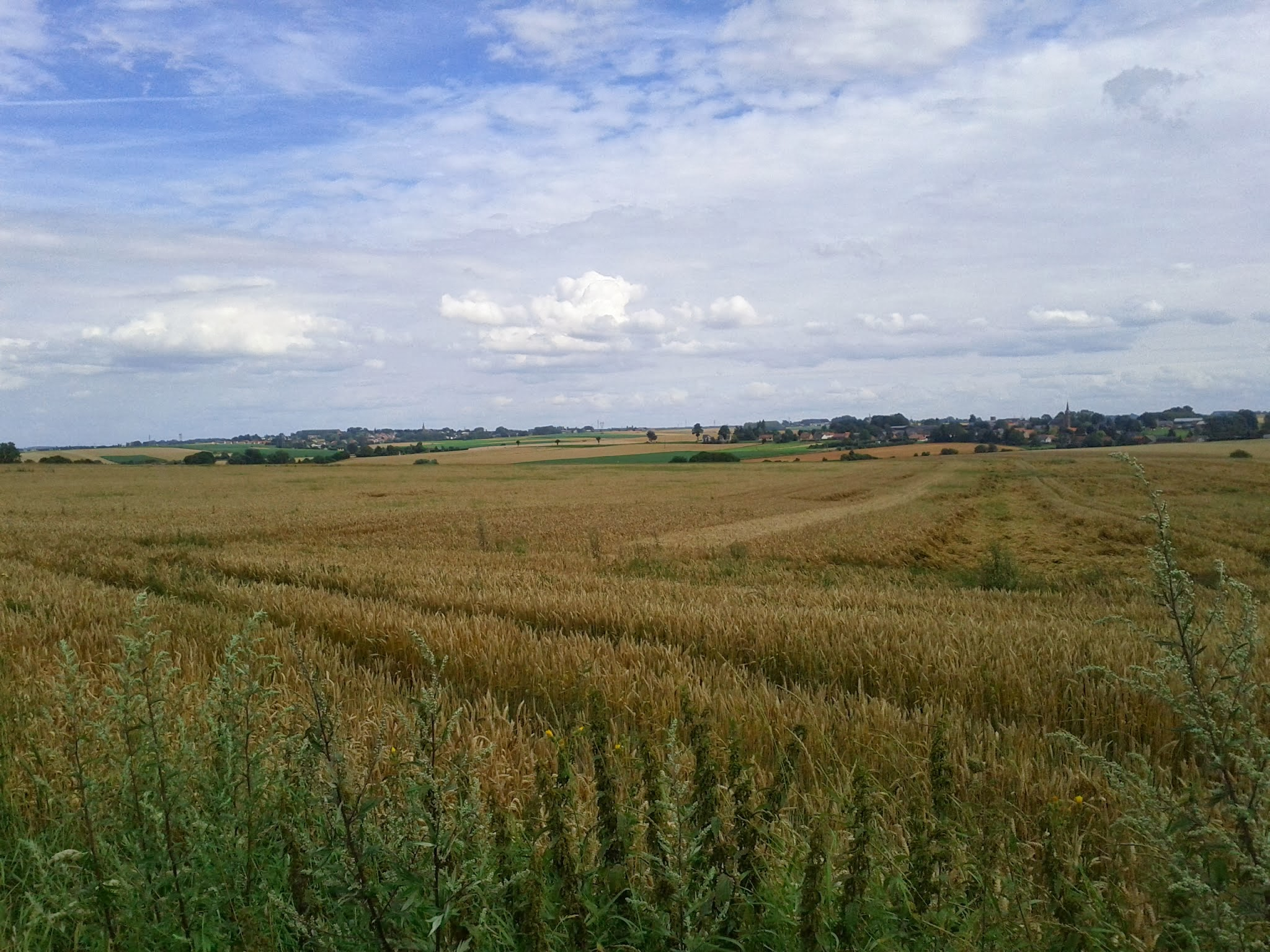
Paysage agricole d'Esnes.

Esnes est un village du Cambrésis situé à 10 minutes de Caudry et de Cambrai.

### Communes limitrophes
Les communes limitrophes sont  Crèvecœur-sur-l'Escaut, Haucourt-en-Cambrésis, Lesdain, Séranvillers-Forenville, Walincourt-Selvigny et Wambaix.
| Séranvillers-Forenville | Wambaix                |                       |
| Lesdain                 | Esnes                  | Haucourt-en-Cambrésis |
|                         | Crèvecœur-sur-l'Escaut | Walincourt-Selvigny   |

### Hydrographie

#### Réseau hydrographique
La commune est située dans le bassin Artois-Picardie. Elle est drainée par le Torrent d'Esnes et le ruisseau de Sargrenon,.
Le Torrent d'Esnes, d'une longueur de 19 km, prend sa source dans la commune de Bertry et se jette  dans la rivière Escaut à Crèvecœur-sur-l'Escaut, après avoir traversé neuf communes.

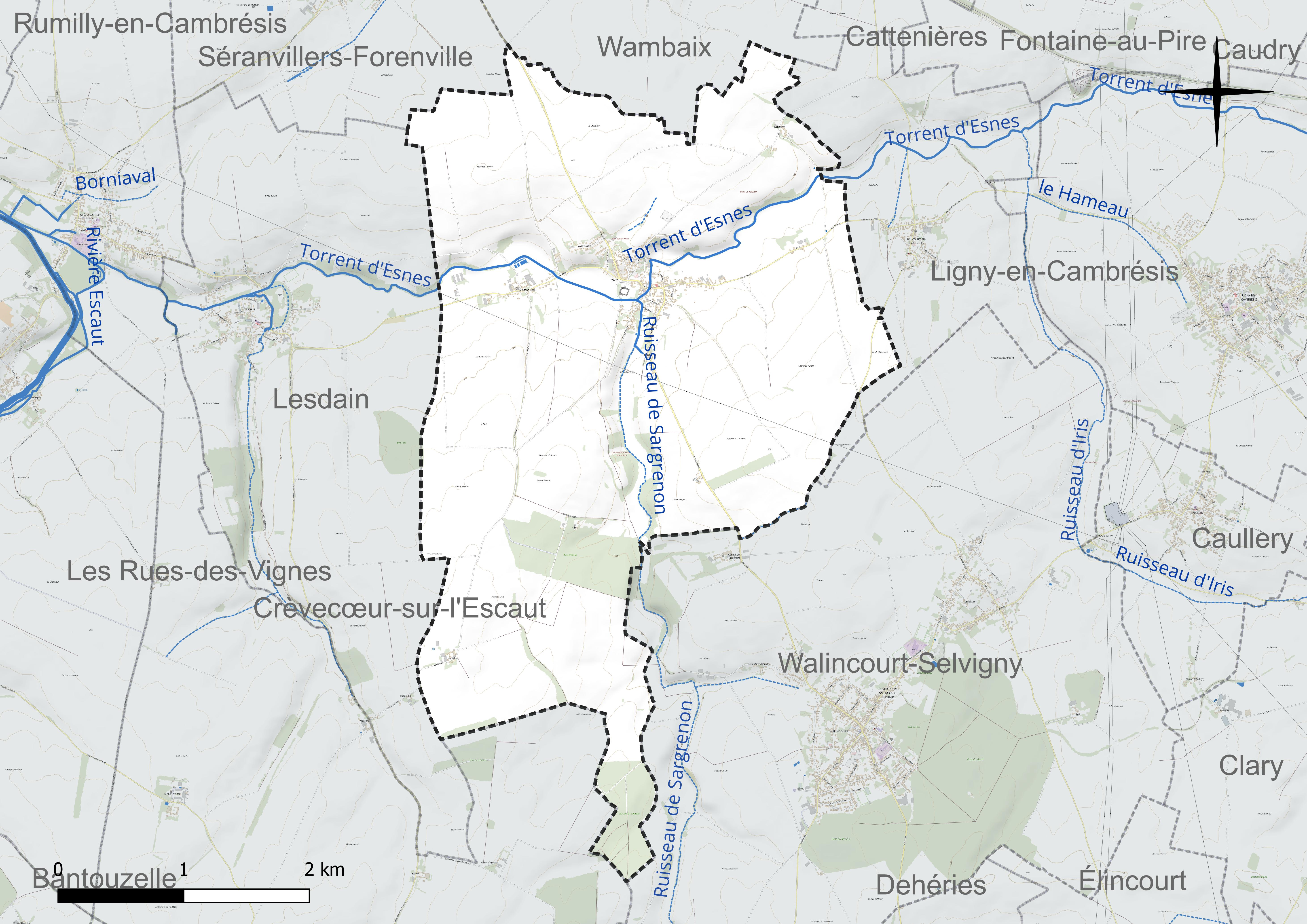
Réseau hydrographique d'Esnes.

#### Gestion et qualité des eaux
Le territoire communal est couvert par le schéma d'aménagement et de gestion des eaux (SAGE) « Escaut ». Ce document de planification concerne un territoire de 2 005 km2 de superficie, délimité par le bassin versant de l'Escaut. Le périmètre a été arrêté le 9 juin 2006 et le SAGE proprement dit a été approuvé le 13 juillet 2021. La structure porteuse de l'élaboration et de la mise en œuvre est le syndicat mixte Escaut et Affluents (SyMEA).
La qualité des cours d'eau peut être consultée sur un site dédié géré par les agences de l'eau et l'Agence française pour la biodiversité.

### Climat
Pour des articles plus généraux, voir Climat des Hauts-de-France et Climat du Nord.
En 2010, le climat de la commune est de type climat océanique dégradé des plaines du Centre et du Nord, selon une étude du CNRS s'appuyant sur une série de données couvrant la période 1971-2000. En 2020, Météo-France publie une typologie des climats de la France métropolitaine dans laquelle la commune est dans une zone de transition entre le climat océanique et le climat océanique altéré et est dans la région climatique Nord-est du bassin Parisien, caractérisée par un ensoleillement médiocre, une pluviométrie moyenne régulièrement répartie au cours de l'année et un hiver froid (3 °C).
Pour la période 1971-2000, la température annuelle moyenne est de 10,3 °C, avec une amplitude thermique annuelle de 15,4 °C. Le cumul annuel moyen de précipitations est de 714 mm, avec 12,8 jours de précipitations en janvier et 9,1 jours en juillet. Pour la période 1991-2020, la température moyenne annuelle observée sur la station météorologique la plus proche, située sur la commune d'Épehy à 17 km à vol d'oiseau, est de 10,6 °C et le cumul annuel moyen de précipitations est de 752,8 mm,. Pour l'avenir, les paramètres climatiques de la commune estimés pour 2050 selon différents scénarios d'émission de gaz à effet de serre sont consultables sur un site dédié publié par Météo-France en novembre 2022.

## Urbanisme

### Typologie
Au 1er janvier 2024, Esnes est catégorisée commune rurale à habitat dispersé, selon la nouvelle grille communale de densité à sept niveaux définie par l'Insee en 2022.
Elle est située hors unité urbaine. Par ailleurs la commune fait partie de l'aire d'attraction de Cambrai, dont elle est une commune de la couronne,. Cette aire, qui regroupe 64 communes, est catégorisée dans les aires de 50 000 à moins de 200 000 habitants,.

### Occupation des sols

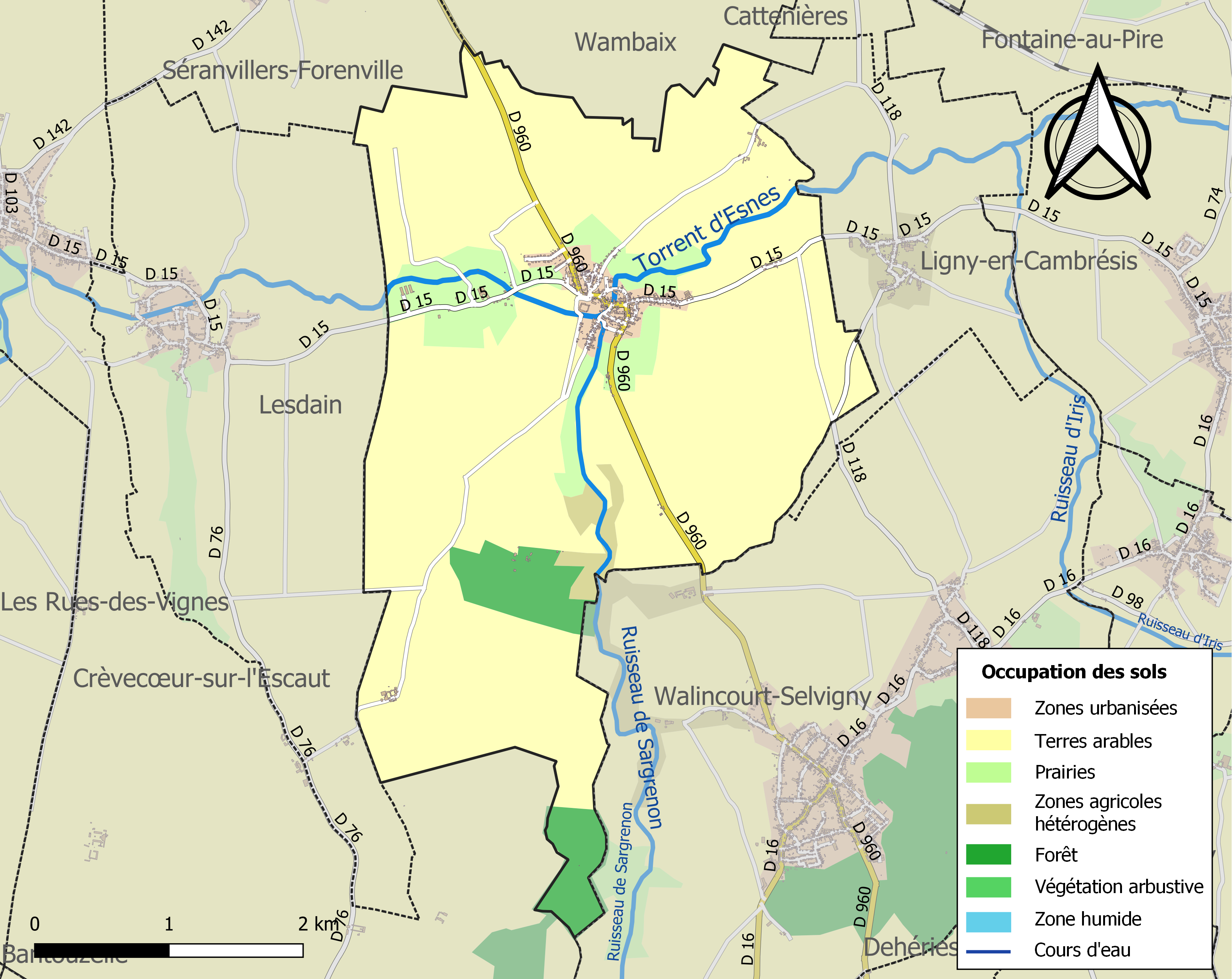
Carte des infrastructures et de l'occupation des sols de la commune en 2018 (CLC).

L'occupation des sols de la commune, telle qu'elle ressort de la base de données européenne d'occupation biophysique des sols Corine Land Cover (CLC), est marquée par l'importance des territoires agricoles (92,1 % en 2018), une proportion identique à celle de 1990 (92,1 %). La répartition détaillée en 2018 est la suivante : 
terres arables (82,4 %), prairies (8 %), forêts (5,3 %), zones urbanisées (2,6 %), zones agricoles hétérogènes (1,6 %). L'évolution de l'occupation des sols de la commune et de ses infrastructures peut être observée sur les différentes représentations cartographiques du territoire : la carte de Cassini (XVIIIe siècle), la carte d'état-major (1820-1866) et les cartes ou photos aériennes de l'IGN pour la période actuelle (1950 à aujourd'hui).

### Habitat et logement
En 2020, le nombre total de logements dans la commune était de 297, alors qu'il était de 293 en 2015 et de 288 en 2010.
Parmi ces logements, 90,9 % étaient des résidences principales, 1,7 % des résidences secondaires et 7,4 % des logements vacants. Ces logements étaient pour 98,3 % d'entre eux des maisons individuelles et pour 1,7 % des appartements.
Le tableau ci-dessous présente la typologie des logements à Esnes en 2020 en comparaison avec celle du Nord et de la France entière. Une caractéristique marquante du parc de logements est ainsi une proportion de résidences secondaires et logements occasionnels (1,7 %) égale à celle du département (1,7 %) et inférieure à celle de la France entière (9,7 %). Concernant le statut d'occupation de ces logements, 77 % des habitants de la commune sont propriétaires de leur logement (77,4 % en 2015), contre 54,5 % pour le Nord et 57,5 pour la France entière.
| Typologie                                               | Esnes | Nord | France entière |
| ------------------------------------------------------- | ----- | ---- | -------------- |
| Résidences principales (en %)                           | 90,9  | 90,7 | 82,1           |
| Résidences secondaires et logements occasionnels (en %) | 1,7   | 1,7  | 9,7            |
| Logements vacants (en %)                                | 7,4   | 7,7  | 8,2            |

### Voies de communication et transports
La commune est desservie par le réseau de transports urbains de la Communauté d'agglomération de Cambrai appelé TUC (Transports Urbains du Cambrésis), par la ligne 12,.

## Toponymie
Le village est mentionné au long des XIe au XIVe siècles sous les noms Esna, Aesna, Aina, Aisna, Aignes, Ayne, Aisne, Asne, Haynes et Aysnes. Selon Mannier et Boniface le nom, qu'ils rapprochent de celui de l'Aisne, vient de racines (roman aigne, celte aen ou aon, ayen ou ayon)) qui désignent un cours d'eau.

## Histoire

### Préhistoire
Des haches en pierre taillée du Paléolithique ont été retrouvées sur le territoire communal, matérialisant l'existence d'une communauté humaine dans la vallée de l'Esnelle, il y a plus de 12000 ans. Des haches en pierre polie indiquent que le site est toujours peuplé vers 5000 ans avant J.C..

### Moyen Âge
Esnes était l'une des douze pairies du Cambrésis[C'est-à-dire ?].
Le premier seigneur connu à Esnes est Alard de Peteghem en 1007, il est pair du Cambrésis.
Quatre générations plus tard, Alard II (1105) a comme héritière une fille qui épouse Eustache de Landas, seigneur d'Eyne en Flandre, quatrième fils d'Amaury VI et d'Ermentrude de Béthune. La maison d'Esnes passe donc dans une branche de la famille de Landas, qu'on appellera les Landas d'Esnes. Ils porteront les armes anciennes, c'est-à-dire d'argent (blanc) à la bordure de sable (noir).
Une église dépendant de l'Abbaye Saint-Aubert de Cambrai est mentionnée en 1133. A cette même date, la localité se voit accorder une charte communale
Vers 1260, Alix de Beauvoir, épouse de Gérard de Landas d'Esnes, accouche d'une unique fille, Alix, qui épouse Alard de Croisille, dont les armes sont de gueules (rouge) à 10 losanges d'or (jaune) placés 3,3,3,1. Celui-ci fait passer la maison des Landas-Esnes dans sa famille, et n'étant pas l'aîné, il décide de reprendre le nom d'Esnes. Pour confirmer cette nouvelle dénomination, il maintient son blason mais en prenant les couleurs des Landas-Esnes. Ses nouvelles armes sont donc de sable (noir) à 10 losanges d'argent (blanc) qui deviennent définitivement les armes des seigneurs d'Esnes.
Les seigneurs d'Esnes rendent pour la plupart hommage au comte de Hainaut et font partie de cette armée dans les différentes campagnes contre le duché de Brabant, de Limbourg, de Flandre etc. Pourtant Jean Ier au début de la guerre de Cent Ans renvoie son hommage au comte de Hainaut, allié aux Anglais, pour servir le roi de France. Il est tué à la bataille de Poitiers en 1358.
Le château est reconstruit au XIVe siècle mais est très rapidement dépassé par l'évolution des armements militaires et la localité, également frappée par les famines, épidémies de peste, jacqueries et diverses guerres, voit son importance diminuer.
Plusieurs seigneurs d'Esnes sont baillis du Cambrésis et d'Amiens. Robert d'Esnes dit Mansart en 1411, homme du duc d'Orléans, seigneur d'Esnes, de Grécourt, Wavrechin, Vire, Bétancourt et Beauvoir est gouverneur du château de Coucy qu'il défend pendant 3 mois, assiégé par le comte de Saint-Pol. Il se rend après bien des combats faute de vivres.
Sausset d'Esne, combat et trouve la mort à la bataille d'Azincourt en 1415.

### Temps modernes
Au XVIIe siècle, on signale Jean de Beaufremez, chevalier, baron d'Esne, seigneur de Staples, Sporrewarde, etc., bailli du Cambrésis, époux de Catherine de Heuchin. Lui succède son fils Adrien de Beaufremez, seigneur des mêmes lieux, pair du Cambrésis, époux de Catherine de Berch, fille de Jean de Bergh, écuyer, seigneur de Planques. La terre d'Esnes est érigée pour lui en baronnie par lettres de Sa Majesté Chrétienne du 13 septembre 1650.
Par lettres patentes de Louis XV de février 1723, la baronnie d'Esnes, avec les terres de Caurois et Brimeux, est érigée en marquisat sous le nom de Bauffremez en faveur de Charles-Alexandre de Bauffremez.

### Époque contemporaine
Durant la Première Guerre mondiale, Esnes est occupée par les troupes allemandes le 26 août 1914 après la défaite des alliés lors de la Bataille du Cateau. Le combat de Longsart oppose ce jour-là la 4e division britannique à la 1ère armée allemande, dans le cadre de la contre-offensive allemande lancée depuis Le Cateau. Cette résistance alliée favorise un meilleur repli de l'armée britannique, dans le cadre de la contre-offensive de la bataille de la Marne.
Le village reste ensuite loin des combats jusqu'au 8 octobre 1918 date à laquelle le village est  pris par les troupes australiennes.

## Politique et administration

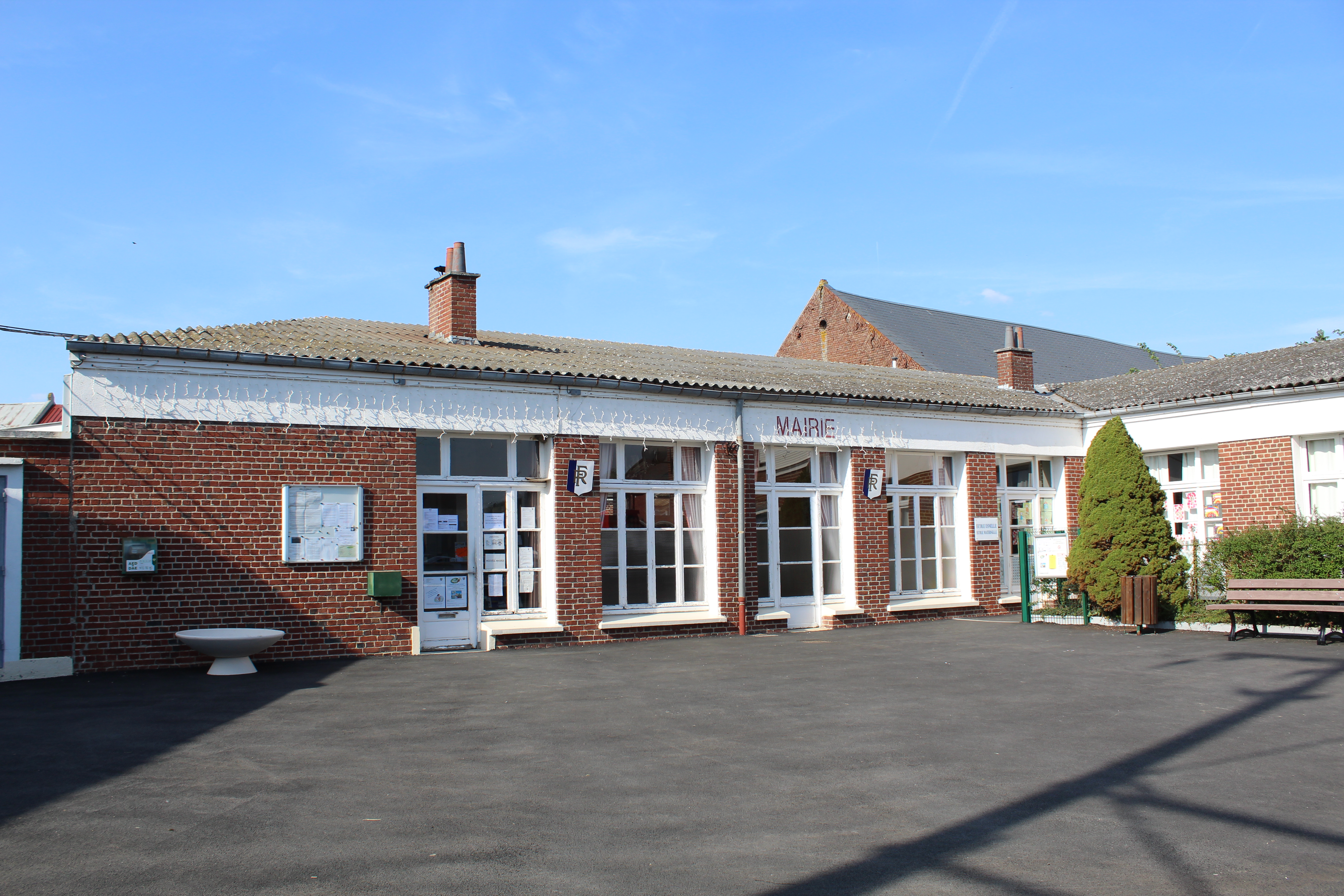
La mairie.

### Rattachements administratifs et électoraux

#### Rattachements administratifs
La commune se trouve dans l'arrondissement de Cambrai du département du Nord.
Elle faisait partie depuis 1801 du canton de Clary. Dans le cadre du redécoupage cantonal de 2014 en France, cette circonscription administrative territoriale a disparu, et le canton n'est plus qu'une circonscription électorale.

#### Rattachements électoraux
Pour les élections départementales, la commune fait partie depuis 2014 du canton du Cateau-Cambrésis
Pour l'élection des députés, elle fait partie de la dix-huitième circonscription du Nord.

### Intercommunalité
Esnes était membre de la communauté de communes de l'Espace Sud Cambrésis, un établissement public de coopération intercommunale (EPCI) à fiscalité propre créé fin 1993 et auquel la commune avait transféré un certain nombre de ses compétences, dans les conditions déterminées par le code général des collectivités territoriales.
Conformément aux prescriptions de la loi de réforme des collectivités territoriales du 16 décembre 2010, qui a prévu le renforcement et la simplification des intercommunalités et la constitution de structures intercommunales de grande taille, cette intercommunalité a fusionné avec sa voisine pour former, le 1er janvier 2012, la communauté d'agglomération du Caudrésis - Catésis, mais Esnes préfère rejoindre la communauté d'agglomération de Cambrai (CAC) dont elle est désormais membre.

### Liste des maires
| Période                                  | Période | Identité             | Étiquette | Qualité              |
| ---------------------------------------- | ------- | -------------------- | --------- | -------------------- |
| Les données manquantes sont à compléter. |         |                      |           |                      |
| avant 1743                               |         | Charles Boniface     |           | Mayeur               |
| avant 1750                               |         | André Lefebvre       |           | Mayeur               |
| 1744                                     | 1767    | Martin Capeau        |           | Mayeur               |
| 1774                                     | 1775    | Thomas Joseph Capeau |           | Lieutenant Laboureur |

### Jumelage
- Eine  (Belgique)[18].

Ce jumelage lie deux localités distantes de 110 km, mais qui avaient le même seigneur, la famille des Landas-Esnes, et partagent le même blason.

## Population et société

### Démographie

#### Évolution démographique
L'évolution du nombre d'habitants est connue à travers les recensements de la population effectués dans la commune depuis 1793. Pour les communes de moins de 10 000 habitants, une enquête de recensement portant sur toute la population est réalisée tous les cinq ans, les populations de référence des années intermédiaires étant quant à elles estimées par interpolation ou extrapolation. Pour la commune, le premier recensement exhaustif entrant dans le cadre du nouveau dispositif a été réalisé en 2004.

En 2022, la commune comptait 673 habitants, en évolution de −1,17 % par rapport à 2016 (Nord : +0,51 %, France hors Mayotte : +2,11 %).
| 1793 | 1800  | 1806  | 1821  | 1831  | 1836  | 1841  | 1846  | 1851  |
| ---- | ----- | ----- | ----- | ----- | ----- | ----- | ----- | ----- |
| 974  | 1 052 | 1 103 | 1 149 | 1 315 | 1 344 | 1 467 | 1 480 | 1 449 |

| 1856  | 1861  | 1866  | 1872  | 1876  | 1881  | 1886  | 1891  | 1896  |
| ----- | ----- | ----- | ----- | ----- | ----- | ----- | ----- | ----- |
| 1 498 | 1 602 | 1 667 | 1 702 | 1 760 | 1 590 | 1 671 | 1 569 | 1 541 |

| 1901  | 1906  | 1911  | 1921 | 1926 | 1931 | 1936 | 1946 | 1954 |
| ----- | ----- | ----- | ---- | ---- | ---- | ---- | ---- | ---- |
| 1 423 | 1 420 | 1 283 | 964  | 910  | 868  | 855  | 876  | 935  |

| 1962 | 1968 | 1975 | 1982 | 1990 | 1999 | 2004 | 2006 | 2009 |
| ---- | ---- | ---- | ---- | ---- | ---- | ---- | ---- | ---- |
| 903  | 818  | 809  | 753  | 719  | 656  | 622  | 624  | 664  |

| 2014 | 2019 | 2022 | - | - | - | - | - | - |
| ---- | ---- | ---- | - | - | - | - | - | - |
| 672  | 674  | 673  | - | - | - | - | - | - |

#### Pyramide des âges
La population de la commune est relativement jeune.
En 2018, le taux de personnes d'un âge inférieur à 30 ans s'élève à 36,5 %, soit en dessous de la moyenne départementale (39,5 %). À l'inverse, le taux de personnes d'âge supérieur à 60 ans est de 27,6 % la même année, alors qu'il est de 22,5 % au niveau départemental.
En 2018, la commune comptait 337 hommes pour 339 femmes, soit un taux de 50,15 % de femmes, légèrement inférieur au taux départemental (51,77 %).
Les pyramides des âges de la commune et du département s'établissent comme suit.
| Hommes | Classe d’âge | Femmes |
| ------ | ------------ | ------ |
| 0,6    | 90 ou +      | 1,2    |
| 5,1    | 75-89 ans    | 8,9    |
| 18,8   | 60-74 ans    | 20,7   |
| 21,4   | 45-59 ans    | 15,4   |
| 16,7   | 30-44 ans    | 18,3   |
| 16,1   | 15-29 ans    | 16,6   |
| 21,4   | 0-14 ans     | 18,9   |

| Hommes | Classe d’âge | Femmes |
| ------ | ------------ | ------ |
| 0,5    | 90 ou +      | 1,4    |
| 5,3    | 75-89 ans    | 8,1    |
| 14,8   | 60-74 ans    | 16,2   |
| 19,1   | 45-59 ans    | 18,4   |
| 19,5   | 30-44 ans    | 18,7   |
| 20,7   | 15-29 ans    | 19,1   |
| 20,2   | 0-14 ans     | 18     |

## Culture locale et patrimoine

### Lieux et monuments
- Le château d'Esnes est un château du XVe siècle reconstruit au XVIIIe siècle, entouré de douves (presque entièrement comblées) avec deux tours rondes médiévales encadrant le porche, une grosse tour, un pigeonnier, le cachot, une très belle façade intérieure du XVIIe siècle[37],[39],[40].

Le château d'Esnes
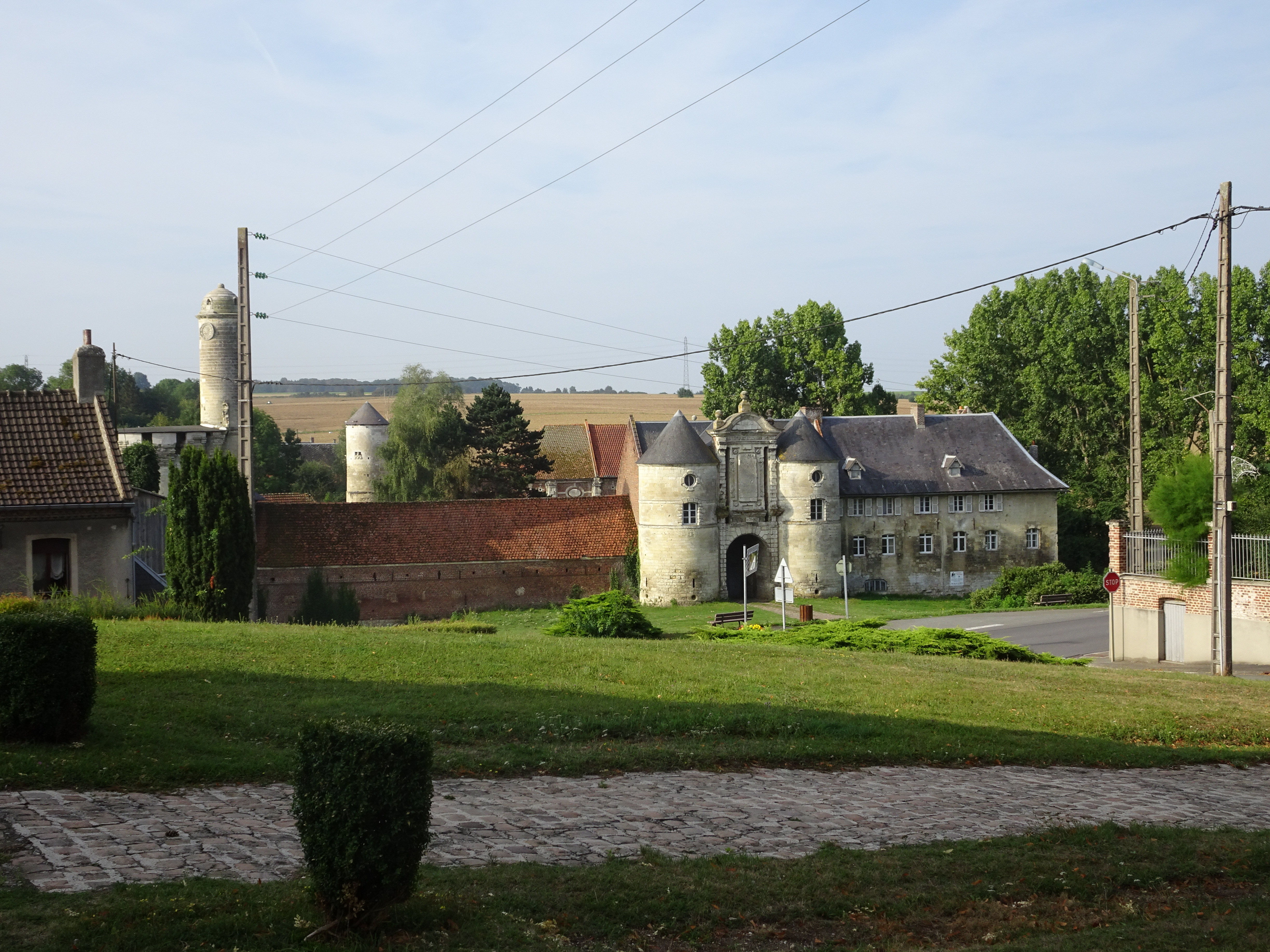
Façade nord
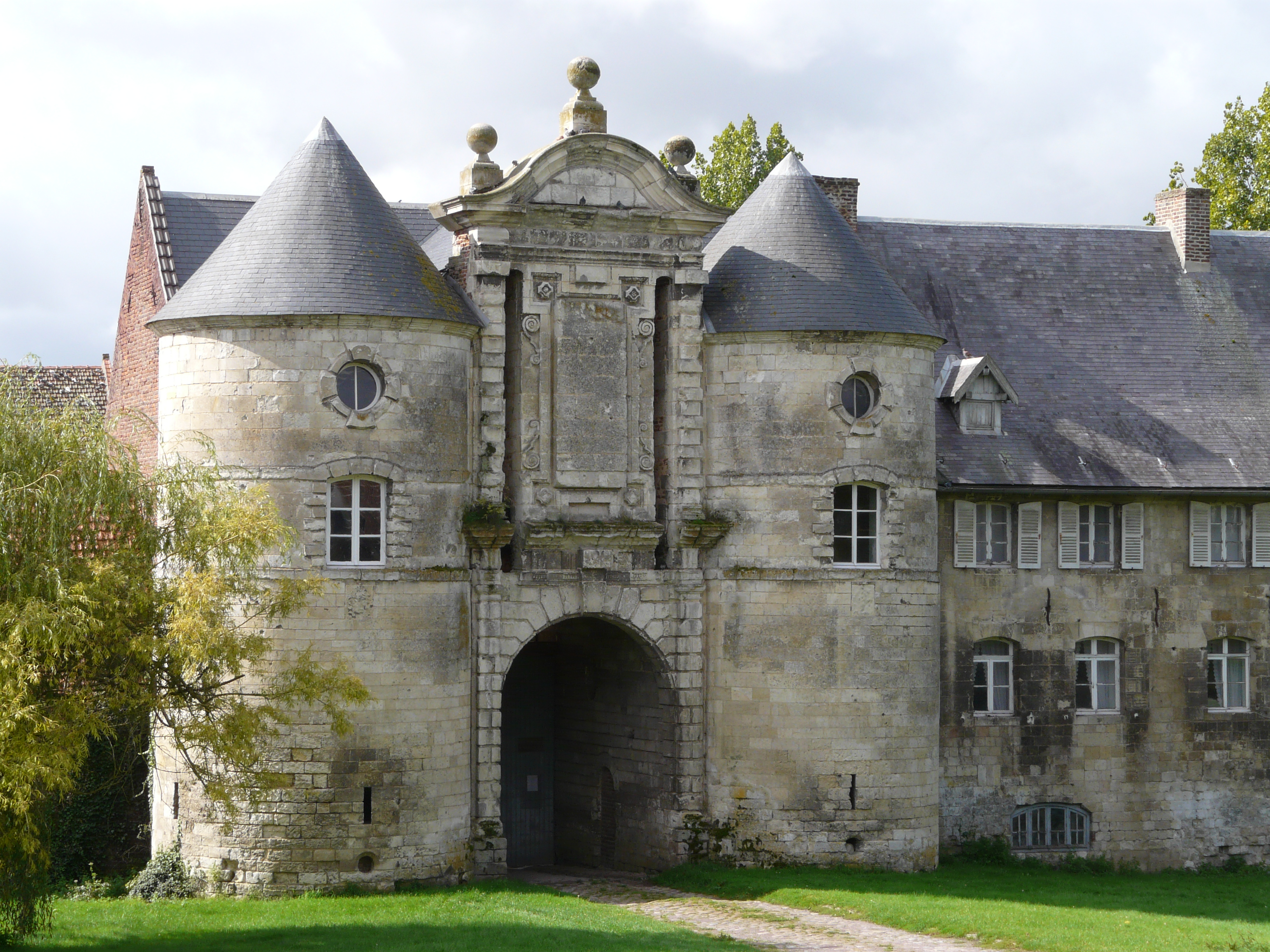
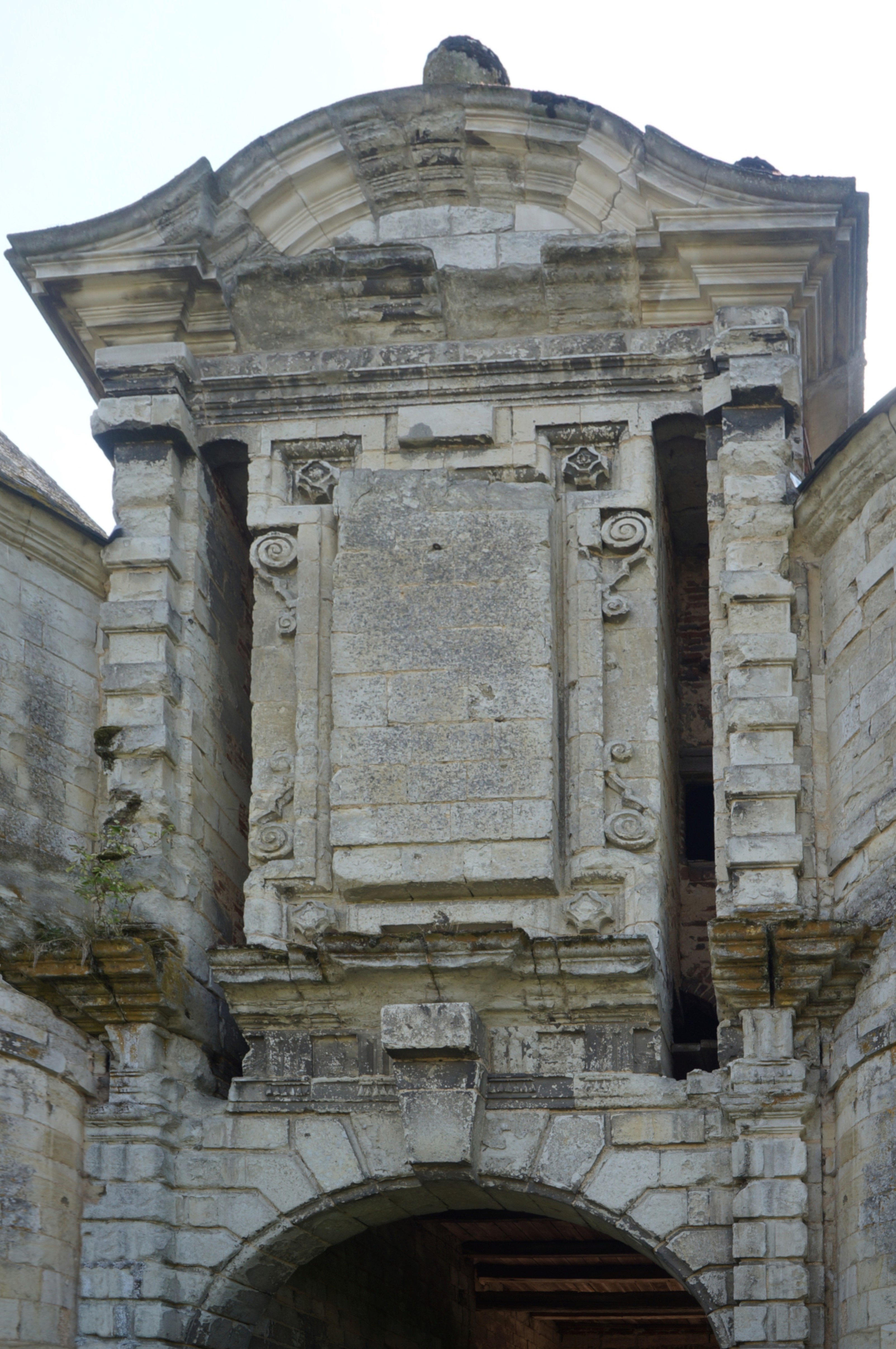
Détail du fronton (XVIIIe siècle
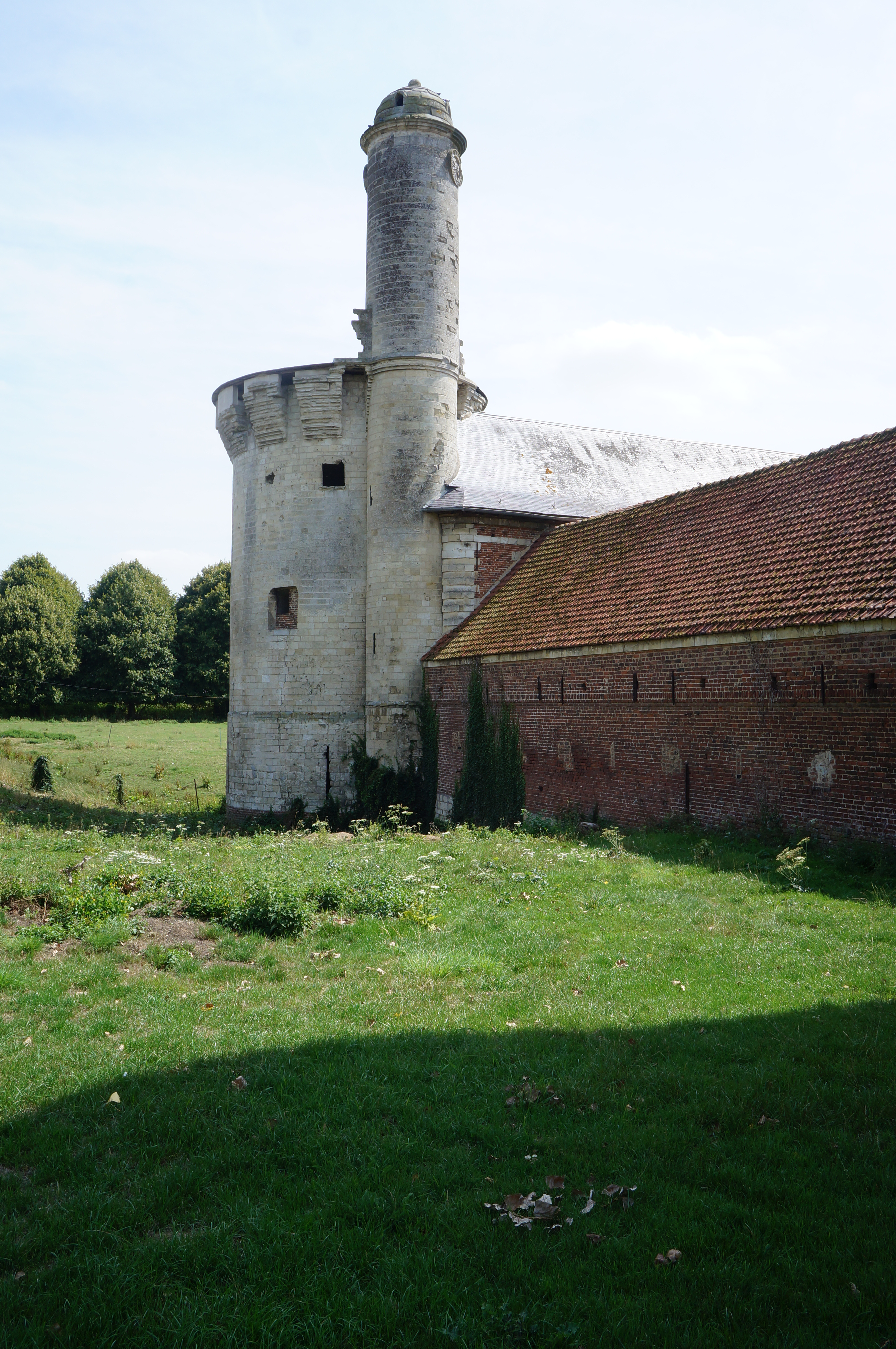
La tourelle
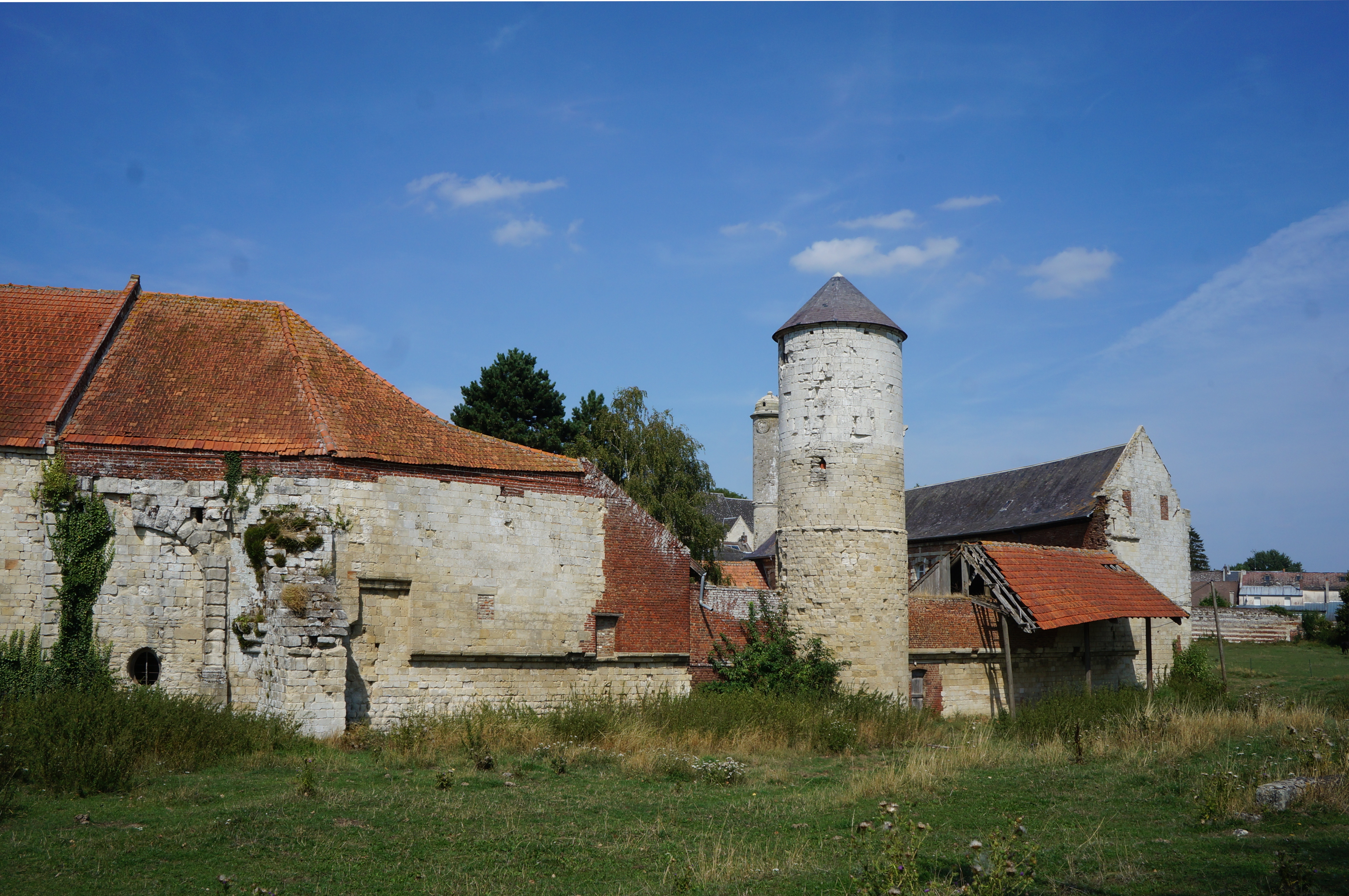
La « Tour étroite », dont la base date du XIIe siècle
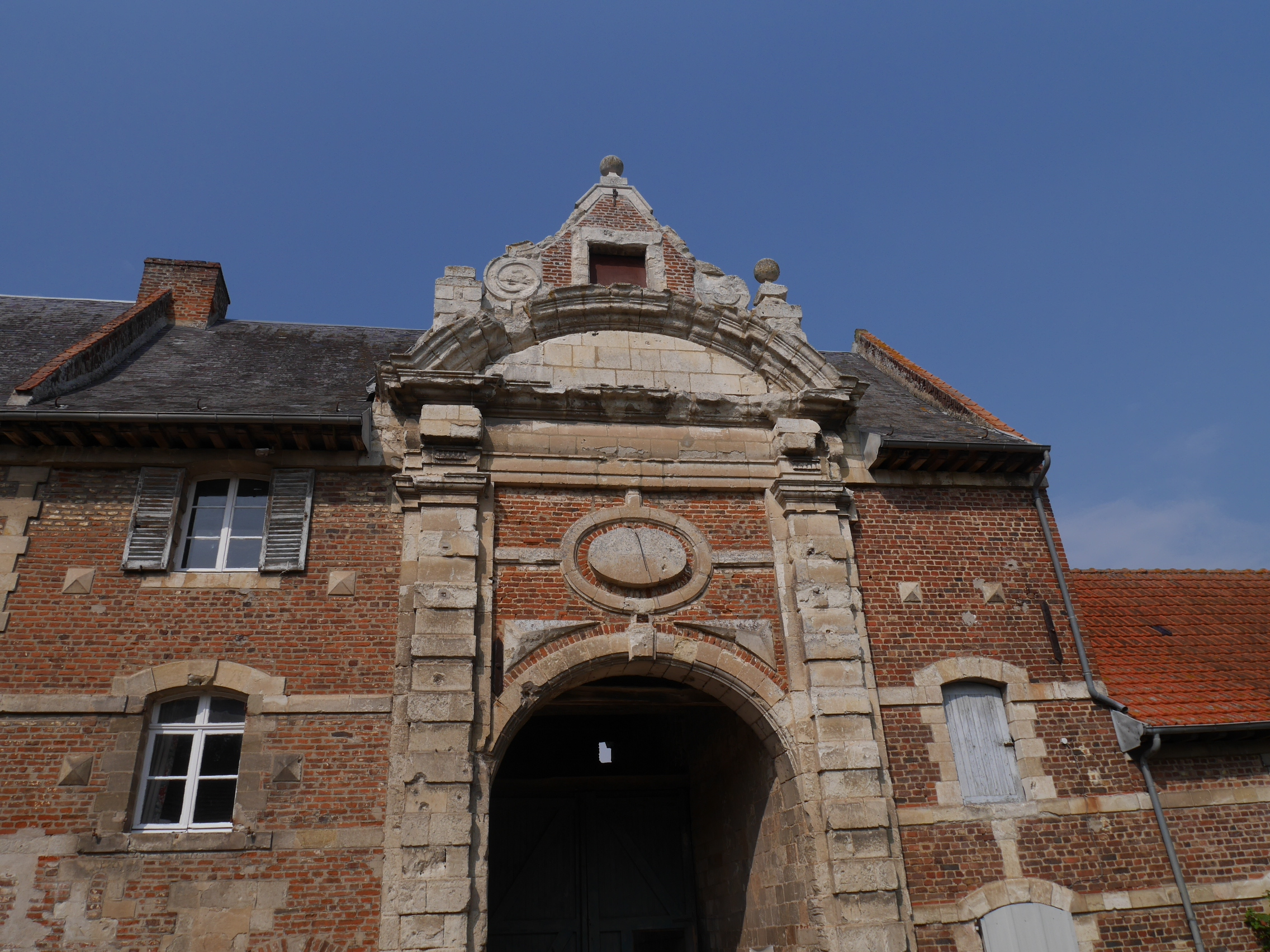
Vue de la cour intérieure
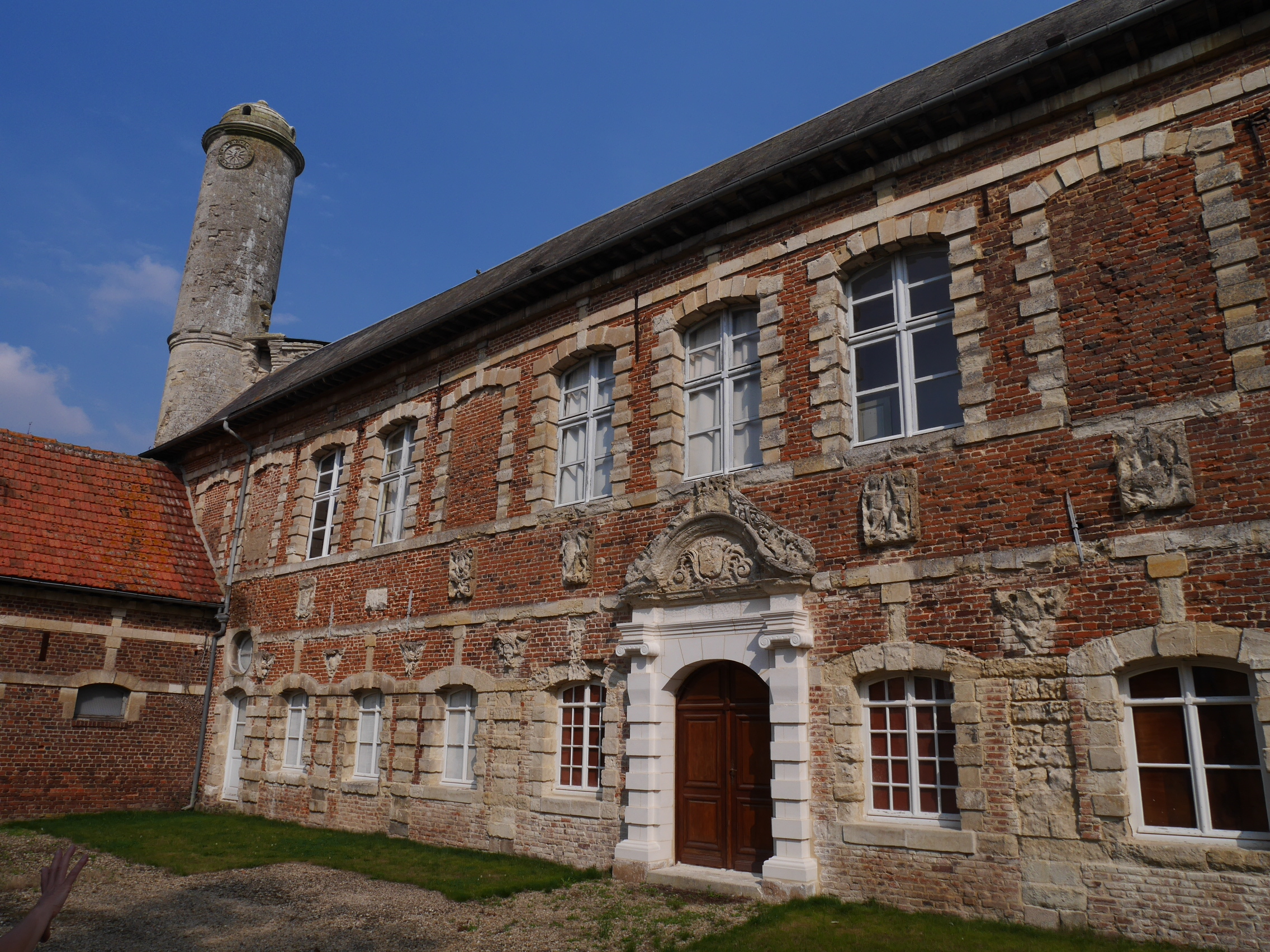
Vue de la cour intérieure.

- Église.
- Quartiche d'Esnes, rue Longsart, une copie d'une construction ancienne qui servait de hangar agricole, et qui abrite d'anciennes sépultures mérovingiennes[41].

- ̆ Le cimetière militaire britannique d'Esnes (Esnes Communal Cemetery), situé à l'intérieur du cimetière communal[42].

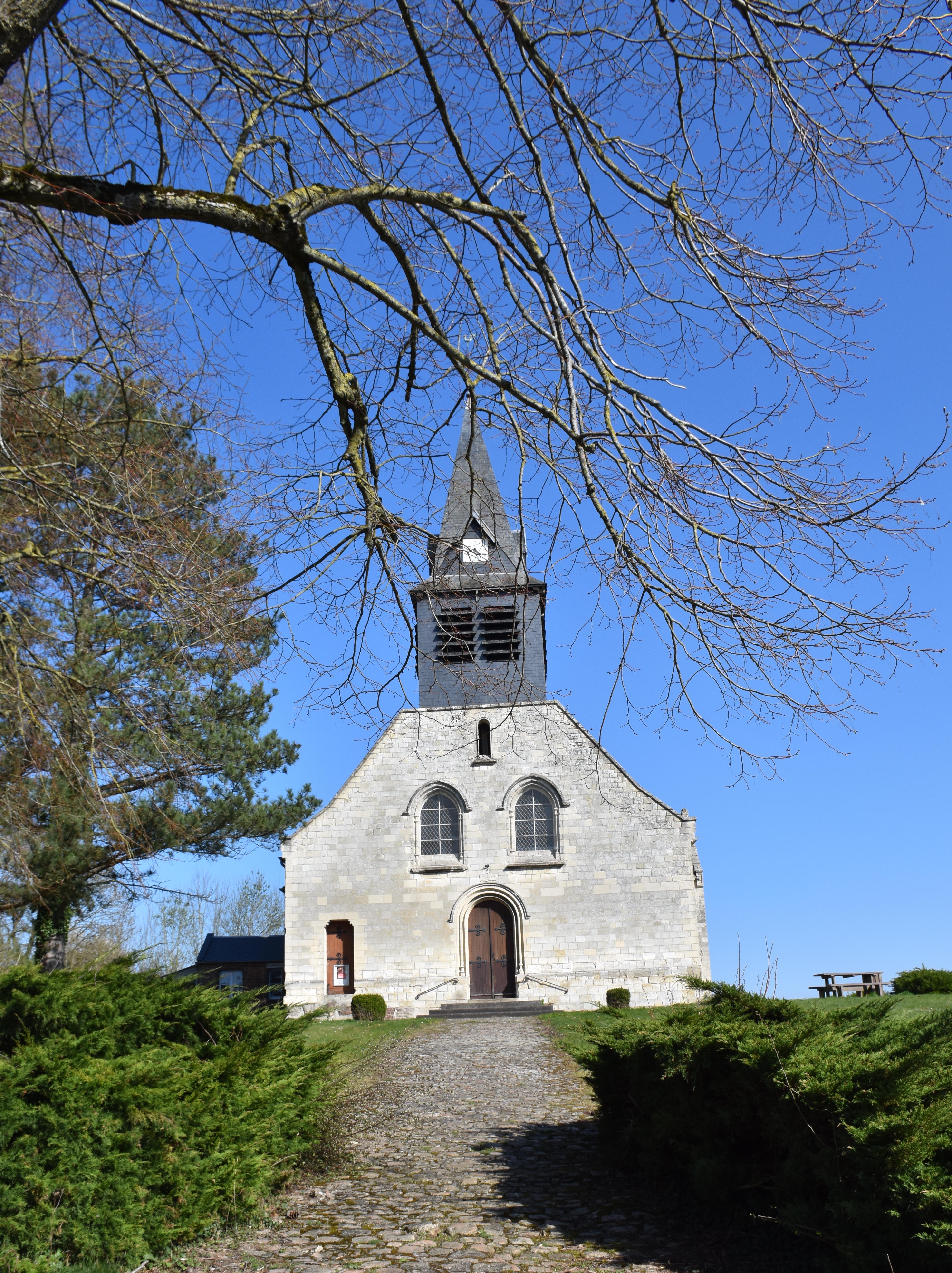
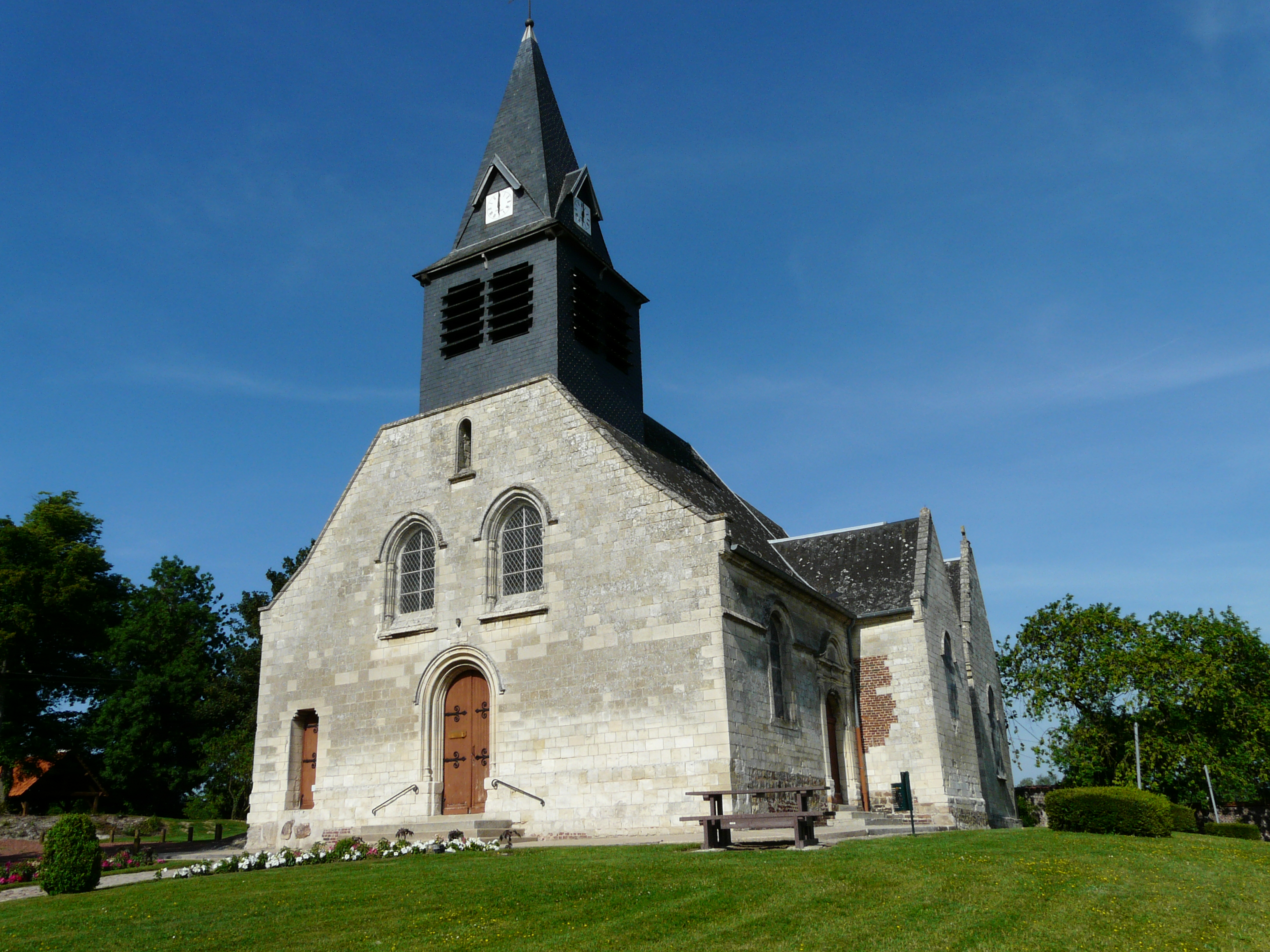
L'église vue depuis la route longeant le château.
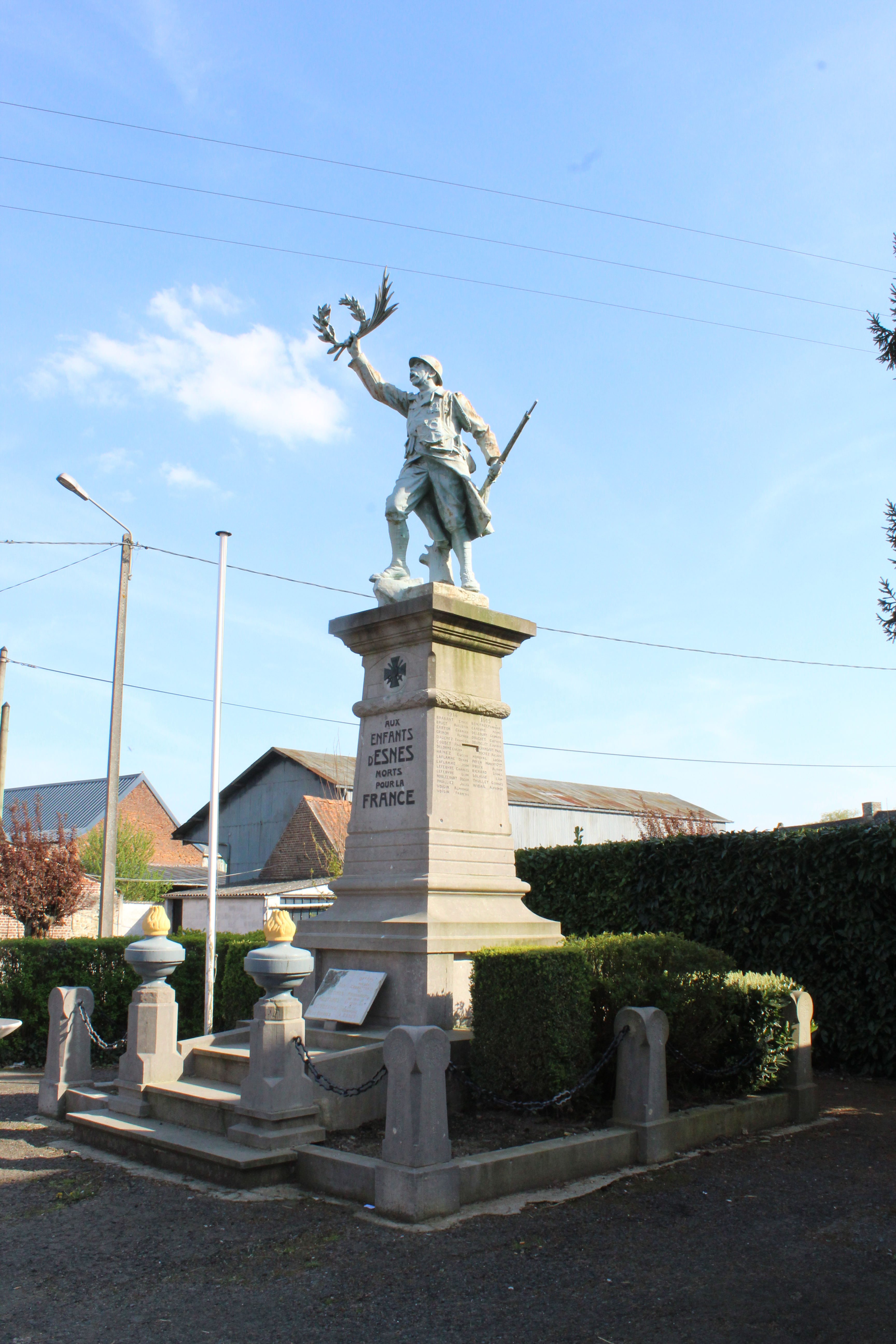
Le monument aux morts.

### Personnalités liées à la commune
- Michel d'Esne (mort en 1614), ecclésiastique,  devenu, après une vie mouvementée, évêque de Tournai de 1597 à 1614[18].
- Léonce Hainez (1866-1916), architecte dans le Nord, natif de la commune.

## Héraldique
| Blason de Esnes (Nord) | Blason  | De sable à dix losanges accolées et aboutées d'argent, 3, 3, 3 et 1 |
| Blason de Esnes (Nord) | Détails | Le statut officiel du blason reste à déterminer.                    |

## Pour approfondir